# Le Mériot
Le Mériot je francouzská obec v departementu Aube v regionu Grand Est. V roce 2011 zde žilo 581 obyvatel.

## Vývoj počtu obyvatel
Počet obyvatel 